# ألكسندر فلاهوفيتش
ألكسندر فلاهوفيتش هو لاعب كرة قدم صربي، ولد في 24 يوليو 1969 في جمهورية يوغوسلافيا الاشتراكية الاتحادية. لعب مع النجم الأحمر بلغراد.

## وصلات خارجية
- ألكسندر فلاهوفيتش على موقع دوري كوريا الجنوبية (الإنجليزية)
- ألكسندر فلاهوفيتش على موقع قاعدة بيانات كرة القدم.إي يو (الإنجليزية)
- ألكسندر فلاهوفيتش على موقع عالم كرة القدم.نت (الإنجليزية)